# Blood Sweat & Tears (песня)
«Blood Sweat & Tears» (корейский: 피 땀 눈물; Pi ttam nunmul; японский: 血、汗、涙; Chi, ase, namida) — сингл южнокорейского бойз-бенда BTS, записанная на двух языках (корейском и японском). Её написали «Hitman» Bang, Ким До Хун, RM, Suga, J-Hope и Pdogg, причем последний занимался исключительно продюсированием. Корейская версия была выпущена 10 октября 2016 года в качестве ведущего сингла со второго студийного альбома группы Wings (2016) лейбла Big Hit Entertainment. Японская версия песни была выпущена 10 мая 2017 года на лейбле Universal Music Japan в виде единого альбома, в который также вошли треки «Spring Day» и «Not Today» (в качестве би-сайдов), оба также на японском языке. Это мумбатон, трэп и тропикал-хаус с элементами дэнсхолла и реггетона. Текст песни повествует о боли вызыванной привыканием любви.
Песня получила в целом положительные отзывы музыкальных критиков, положительно оценивших её постановку, освежающее звучание и вокальное исполнение BTS. Его также сравнивали с музыкальными стилями Major Lazer и Джастина Бибера. Сингл был номинирован на премию Mnet Asian Music Awards 2016 в номинации «Песня года» и появился в списках лучших песен K-Pop десятилетия по версии Billboard и GQ. В коммерческом плане корейская версия дебютировала под номером один в южнокорейском цифровом чарте Gaon, став первой песней группы под номером один в чарте. По состоянию на май 2019 года в Южной Корее было продано более 2,5 миллионов копий. Японская версия заняла первое место в чарте синглов Oricon, став 22-м самым продаваемым синглом 2017 года в Японии. Она получила платиновый сертификат от Ассоциации звукозаписывающей индустрии Японии (RIAJ) за продажу 250 000 копий в стране.
На «Blood Sweat & Tears» было снято два видеоклипа: один для корейской версии, а другой — для японской; первое видео было снято Ёнсоком Чоем, а премьера состоялась на канале Big Hit на YouTube 10 октября 2016 года. Вдохновленное романом воспитания Германа Гессе «Демиан» (1919), насыщенное символикой видео показывает, как BTS исследуют музей и исполняют хореографию. Клип был удостоен награды «Лучшее музыкальное видео» на Seoul Music Awards 2017. Второе видео с использованием психоделических и неоновых цветов, было загружено на канал Universal Japan на YouTube 10 мая 2017 года. BTS продвигали песню с помощью живых выступлений по телевидению в различных южнокорейских музыкальных программах, включая M! Countdown, Music Bank и Inkigayo. Сингл также был включен в сет-лист их второго мирового концертного тура The Wings Tour (2017).

## Предыстория и релиз
После завершения своего трехсерийного повествования «Youth», в котором была представлена тема красоты юности и её неопределенности, BTS объявили о выпуске своего второго студийного корейского альбома Wings в 2016 году. Было подтверждено, что «Blood Sweat & Tears» будет включен в Wings, когда группа поделилась трек-листом альбома. 7 октября 2016 года песня была объявлена главным синглом альбома. Песня была написана «Hitman» Bang, Ким До-хуном, RM, Suga, J-Hope и продюсером Pdogg. Музыка была написана продюсером, а сведением занимался Джеймс Ф. Рейнольдс из Schmuzik Studio.
«Blood Sweat & Tears» был выпущен для цифровой дистрибуции и потоковой передачи Big Hit Entertainment 10 октября 2016 года в качестве ведущего сингла Wings. Японская версия песни была записана и выпущена в цифровом виде для покупки 10 мая 2017 года компанией Universal Music Japan в качестве седьмого синглового альбома группы на японском языке вместе с японскими версиями ранее выпущенных синглов, «Spring Day» и «Not Today». В тот же день сингл-альбом вышел в Японии на компакт-диске с четырьмя версиями, с обычным изданием и тремя различными ограниченными выпусками; A, B и C. Все четыре издания содержат японские версии «Blood, Sweat & Tears» на стороне A и «Not Today» на стороне Б, в то время как японская версия «Spring Day» включена исключительно в обычное издание. Кроме того, издание A включает DVD, содержащий видеоклипы на корейскую и японскую версии «Blood, Sweat & Tears». Издание B также поставляется с DVD, который содержит закулисные кадры видеоклипа на японскую версию песни и фотографии обложки альбома, а C содержит 36-страничную фотокнигу. Тексты для японской версии были написаны KM-MARKIT. Впоследствии сингл был включен в качестве третьего трека в третий студийный японский альбом BTS Face Yourself (2018).

## Музыка и текст
В отличие от фирменного хип-хоп звучания BTS, «Blood Sweat & Tears» был описан как гибрид мумбатона, трэпа и тропикал-хауса. На песню повлияли дэнсхолл и реггетон. Она написана в тональности до минор в умеренном темпе 93 удара в минуту и длится 3 минуты 37 секунд. В инструментальном плане песня основана на клавишных, синтезаторе и карибских барабанах. Песня использует «многослойную» постановку, состоящую из «космических чилл-хаус битов», «воздушных синтезаторов», «эха сирен» и «ритмичных хлопков». Рецензент из The Singles Jukebox отметил сходство композиции песни со стилями норвежского продюсерского дуэта Stargate.
Тексты основаны на «мощных битах» и используют эмоциональную и меланхоличную подачу. Вокальные приемы характеризуются нежным каскадным перезвоном, а также «сентиментальным напевом». В песне представлены «перистые воркования», «хриплые» фальцеты, «рубленые вокальные» хуки и временами «волнистые» рэп-партии. Припев «круговой», в котором участники поют «Мои кровь, пот и слезы, мой последний танец, уберите все это». Это приводит к дымному, электронному танцевальному брейкдауну, который сравнивали с «эмоционально окрашенными» работами Major Lazer и Джастина Бибера.
Говоря о концепции и значении песни на пресс-конференции, RM заявил: «Чем сложнее противостоять искушению, тем больше вы думаете об этом и колеблетесь. Эта неуверенность является частью процесса роста». «Blood Sweat & Tears — это песня, которая показывает, как человек думает, выбирает и растет». Suga добавил, что «песня передает оптимистическую решимость использовать наши крылья, чтобы зайти далеко, даже если мы сталкиваемся с искушениями в жизни». Лирически песня рассказывает о боли, вызванной привыканием любви. Лирика обращается к темам «искушения» и «плотской готовности» пожертвовать всем, с помощью таких строк, как: «Поцелуй меня, пускай мне будет больно
давай,/ обними меня так крепко,/
чтобы я уже не чувствовал никакой боли». Billboard написал, что песня «отражает чувство отчаяния, которое септет проявлял в предыдущих синглах, таких как „I Need U“ и „Save Me“».

## Критика
«Blood Sweat & Tears» был встречен в целом положительными отзывами музыкальных критиков. Джефф Бенджамин из Fuse похвалил звучание трека и вокальное исполнение группы, написав, что «полностью доступный танцевальный сингл» «идеально подходит для сегодняшней поп-музыки». Бенджамин также написал статью для Billboard, в которой он назвал её лучшей песней BTS и сказал: «Рэп, вокальное исполнение и визуальные эффекты кажутся специфическими и важными для их развивающейся истории, но при этом они полностью доступны для публики вокруг земного шара […] и только продолжают продвигать свое искусство глубже на мировую музыкальную сцену». Тамар Герман, в отдельном рекламном обзоре, назвала песню «изменяющей правила игры» и «звучащей» сложно. Она похвалила «эфирный вокал» и «высокие ноты», добавив, что песня «сохраняет напыщенный стиль BTS, даже переходя от хип-хопа к более мейнстримному звучанию в стиле Major Lazer». В The Malaysia Star Честер Чин похвалил песню за её «заразительное звучание EDM». Жак Петерсон из Idolator написал, что трек «не будет звучать неуместно в альбоме Джастина Бибера Purpose». Хён-су Йим из The Korea Herald похвалил песню за «минималистский» припев и «синтезаторное» производство.
В обзоре Vulture Т. К. Пак и Ёндэ Ким считают, что песня изменила звучание и музыкальное направление группы таким образом, «что представляет собой поворотный момент в карьере [BTS]». Они пишут: «Несмотря на то, что на них повлияли дэнсхолл, реггетон и мумбахтон, группа избегает партийной атмосферы своих влияний, предпочитая вместо этого барочный мистицизм». Крейг Дженкинс, также из Vulture, назвал трек «мрачным и экзистенциальным». Тейлор Глэсби из Dazed хвалил постановку песни и вокальное исполнение группы, написав, что «BTS способны сочетать интимную, кровавую надломленность лирики с противоположным состоянием левиафана с такой легкостью, что она доминирует над всем, что стоит перед ней». Минхён Хён из IZM заметил, что «тема „искушения“, которая была новой концепцией после „school“ и „youth“ [серия], соответствовала их текстам» и продемонстрировала рост в сторону «слегка интенсивной идентичности», чем та, которая «показывалась через их предыдущие работы». Он также похвалил постановку и назвал припев песни «захватывающим», который отражает «эмоции». Для Тамары Фуэнтес из Seventeen песня «прекрасно открывает новую эру».

## Награды
Billboard и Dazed выбрали «Blood Sweat & Tears» как одну из 20 лучших песен K-pop 2016 года. Первый поставил его на 7-е и 16-е места в своих списках 100 лучших песен K-Pop 2010-х годов и 100 лучших песен бойз-бэндов всех времен соответственно. GQ поместил эту песню в свой список лучших K-Pop песен 2010-х годов на конец десятилетия и выбрал её как изюминку 2016 года. От имени журнала Глэсби назвал песню BTS «magnum opus». «Blood Sweat & Tears» была номинирована на премию Mnet Asian Music Awards 2016 в категории «Песня года». Песня заняла первое место в различных южнокорейских еженедельных музыкальных программах, получив в общей сложности шесть наград, в том числе две победы подряд на Music Bank. Она также получила две подряд награды Melon Weekly Popularity Awards благодаря значительному успеху на цифровых платформах.
| Год  | Организация             | Награда                                          | Итог      | Прим.  |
| ---- | ----------------------- | ------------------------------------------------ | --------- | ------ |
| 2016 | Mnet Asian Music Awards | Лучшее танцевальное выступление — мужской артист | Победа    | [ 35 ] |
| 2016 | Mnet Asian Music Awards | Песня года                                       | Номинация | [ 38 ] |
| 2017 | Gaon Chart Music Awards | Песня года — октябрь                             | Номинация | [ 39 ] |
| 2017 | Annual Soompi Awards    | Песня года                                       | Победа    | [ 40 ] |

| Программа     | Дата            | Прим.  |
| ------------- | --------------- | ------ |
| Show Champion | 19 октября 2016 | [ 41 ] |
| M Countdown   | 20 октября 2016 | [ 42 ] |
| Music Bank    | 21 октября 2016 | [ 43 ] |
| Music Bank    | 28 октября 2016 | [ 44 ] |
| Inkigayo      | 23 октября 2016 | [ 45 ] |
| The Show      | 25 октября 2016 | [ 46 ] |

## Коммерческий приём
«Blood Sweat & Tears» имел коммерческий успех в Южной Корее. Он дебютировал под номером один в цифровом чарте Gaon от 9-15 октября 2016 года, став первым номером один для BTS в стране. Песня также заняла первое место в чарте скачиваний, продав 198 987 цифровых копий за первую неделю после выпуска. «Blood Sweat & Tears» заняла шестое место среди лучших песен в октябре 2016 года в ежемесячном цифровом чарте Gaon, основанном на цифровых продажах, потоковой передаче и скачиваний фоновой музыки (инструментальный трек). По состоянию на май 2019 года в Южной Корее было продано более 2,5 миллионов цифровых копий «Blood Sweat & Tears». Песня заняла первое место в чарте Billboard World Digital Songs США за неделю с 29 октября 2016 года, став вторым лидером чарта группы после «Fire» (2016). В Канаде BTS стали третьей корейской группой, попавшей в чарт Canadian Hot 100, песня заняла 86-е место, что является новым лучшим показателем для K-Pop группы.
После выпуска «Blood Sweat & Tears» в Японии сингл возглавил ежедневный чарт Oricon в первый день же, продав 141 243 копии. «Blood Sweat & Tears» занял первое место в еженедельном чарте синглов Oricon от 8-14 мая 2017 года, став вторым синглом BTS номер один. Альбом был продан тиражом 238 795 копий за первую неделю, что сделало BTS самым быстрым иностранным артистом, который преодолел отметку в 200 000 копий за это время. В мае 2017 года было продано 273 000 копий, что превышает продажи предыдущего японского сингла группы «Run» (2016). В чарте на конец года песня заняла 22-е место среди самых продаваемых синглов 2017 года в Японии. Она также стала вторым по величине синглом корейского исполнителя в стране, первым из которых стал «Mic Drop/DNA/ Crystal Snow» (2017) под номером 13. «Blood Sweat & Tears» также занял первое место в Billboard Japan Hot 100 от 22 мая 2017 года, продав 310 276 копий. В феврале 2018 года Японская ассоциация звукозаписывающей индустрии (RIAJ) дала «Blood Sweat & Tears» статус платинового, что означает продажу 250 000 копий в Японии.